# Фасеткове око

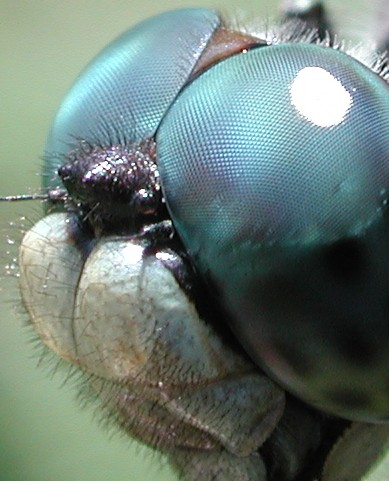
Фасеткове око бабки

Фасе́ткове око (від фр. facette — «грань») — основний тип ока, що притаманний деяким класам членистоногих, таким як комахи чи ракоподібні. Фасеткове око, яке також називають складним оком або мозаїчним оком, складається з 5—50 тисяч простих вічок, які щільно прилягають одне до одного:33,160:22. Кожне з простих вічок сприймає лише невелику частину зображення. У головному мозку тварини, який у комах представлений надглотковим ганглієм:46, зображення складається, забезпечуючи так званий мозаїчний зір:33,253.

## Різноманіття
Фасеткові очі наявні на голові більшості дорослих комах, а також у личинок комах з неповним перетворенням. Фасеткові очі відсутні в бліх та віялокрилих.

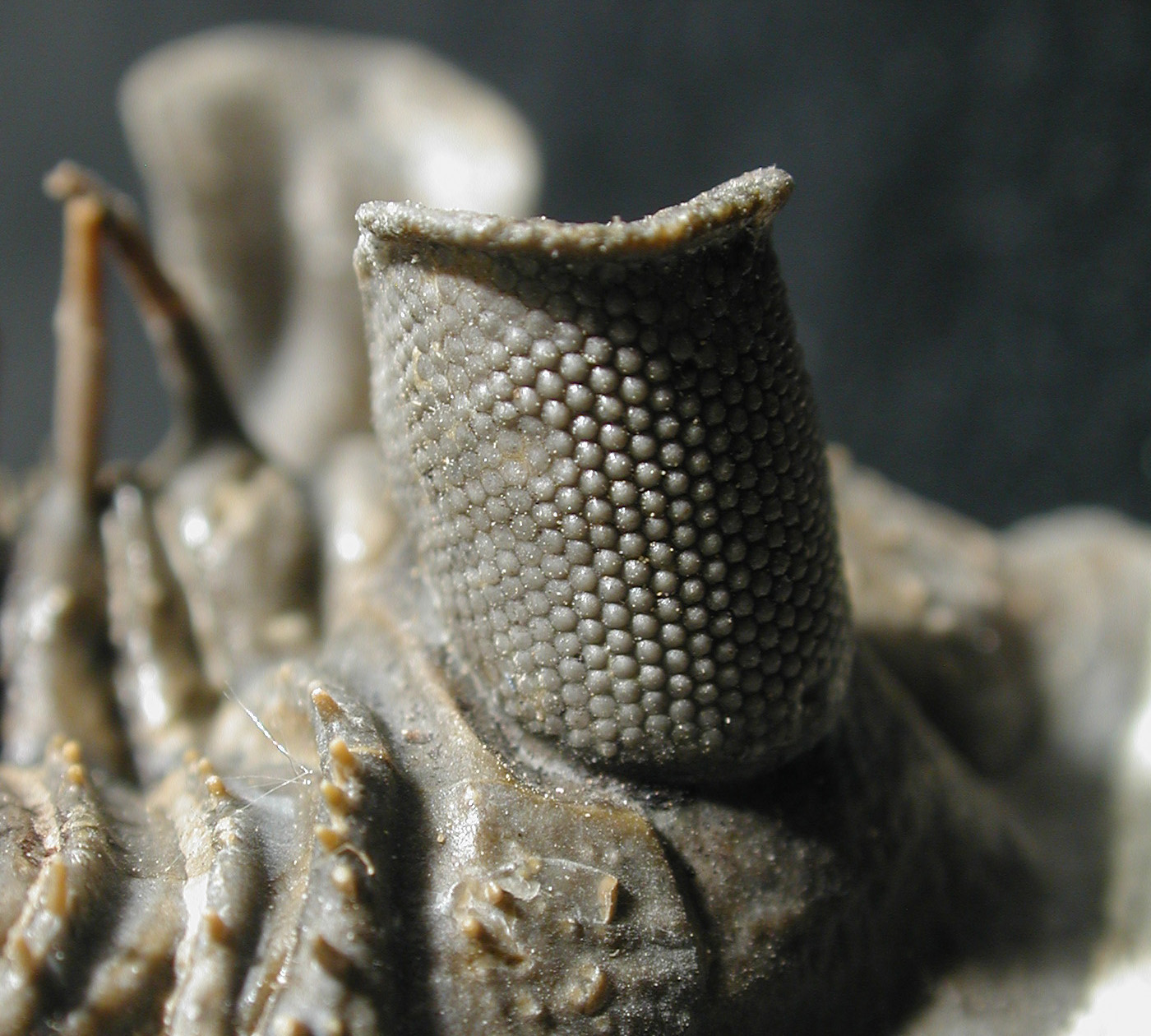
Око трилобіта Erbenochile erbeni

Перші фасеткові очі відомі в трилобітів палеозойської ери та розділялися на 2 типи: шизохроальні та голохроальні.
Фасеткові очі різної будови наявні в різних групах ракоподібних.

## Будова
Фасеткове око складається з окремих одиниць — оматидіїв. Кожен оматидій містить 7-8 фоторецепторних клітин, які утворюють сітківку та мають мікровійки, що утворюють центральну структуру оматидію — рабдом. Над сітківкою розташовані 4 прозорі конусні клітини та прозора кутикула, які утворюють лінзу, що фокусує світло. Також там наявні вторинні й первинні пігментні клітини.
Оматидії в фасетковому оці розташовані рядами.
Розрізняють декілька типів фасеткових очей:
- В аппозиційних очей рабдом розташований точно в центрі оматидія впритул до кришталика, і на нього потрапляє тільки те світло, яке йде по центральній вісі кришталика. Кожен оматидій ізольований від інших пігментними клітинами, які поглинають відбите чи розсіяне світло. Це дає найкраще зображення в денному світлі, тому такі очі наявні в більшості денних комах, амфіпод та рівноногих ракоподібних.
- Оптикосуперпозиційні очі мають віддалений від кришталика рабдом, а між ними йдуть світлопередавальні волокна. Пігментні клітини здатні перерозподіляти пігмент залежно від освітлення. У темряві такі очі збирають на один рабдом світло з декількох кришталиків, тим самими підвищуючи світлочутливість, але й отримуючи дещо розфокусоване зображення. Такі очі характерні для нічних комах.
- Нейросуперпозиційні очі мають подібну до аппозиційних ізоляцію оматидіїв пігментними клітинами, але при цьому рабдом у них розділений (або відкритий) - периферійні відростки рецепторних клітин розміщені окремо від центральних. Аксони периферійних рецепторних клітин ідуть у складі нервів сусідніх оматидіїв, утворюючи накладення сигналів від сусідніх оматидіїв про одну й ту ж саму точку простору. Такі очі характерні для двокрилих комах, які швидко літають.

### Ембріональний розвиток
Фасеткові очі розвиваються з око-антенного імагінального диску. У кожному оматидії дрозофіли спочатку формується рецепторна клітина R8, потім диференціюються інші 7 клітин. Наступними формуються конусні клітини кришталика, а останніми - пігментні клітини.

### Псевдозіниця
У фасетковому оці псевдозіниця виглядає як темна пляма, яка рухається по оку під час обертання тварини. Це відбувається тому, що оматидії, які дивляться прямо (уздовж їх оптичних осей) поглинають падаюче світло, а ті, які дивляться в сторони — відбивають його.

## Зір
Фасеткові очі не здатні до акомодації, тобто до зміни кривизни кришталика. Через це комахи бачать предмети розмитими.

### Внутрішньовидова мінливість ока
Будова фасеткового ока відрізняється не лише в різних видів комах, але може суттєво варіювати й у межі одного виду. Як показано в дослідженнях австралійських мурашок роду Myrmecia, різні касти мурах можуть мати різну специфіку зорового аналізатора, яка відповідає їхнім умовам життя. Так, крилаті самиці та самці мають значно кращу роздільну здатність зору, аніж виключно наземні робочі особини, що досягається збільшенням кількості фасеток та зменшенням їх розміру. Натомість робочі особини, що ведуть нічний спосіб життя, мають більший розмір кожної окремої фасетки, що збільшує кількість світла, яке потрапляє на сітківку.